# Костів Микола Андрійович
Микола Андрійович Костів (псевдо.: «Вихор»; нар. 1912, с. Станимир, нині Львівський район, Львівська область — пом. 20 жовтня 1945, с. Туркотин, нині Львівський район, Львівська область) — український військовик, член ОУН, районний провідник Глинянського районного проводу ОУН . 

## Короткий опис діяльності
В ОУН Микола Костів вступив, очевидно, ще в період польської окупації. Очолював районний провід щонайменше з періоду німецької окупації. З поверненням радянської окупаційної адміністрації продовжував керувати оунівським підпіллям Глинянського району до моменту загибелі. Головним постоєм, як районного провідника ОУН, слугували: с. Станимир, Станимирський лісовий масив та лісовий масив біля с. Туркотин. У підпорядкуванні «Вихора», безпосередньо чи опосередковано, знаходились: районний провід ОУН, підрайонні/кущові проводи ОУН, станичні, а також Самооборонні Кущові відділи.

## Загибель
Микола Костів-«Вихор» загинув 20 жовтня 1945 року у криївці, котра розташовувалась у лісовому масиві неподалік с. Туркотин. Разом з ним тоді загинули кущовий провідник ОУН Петро Стельмах-«Левко» (ур.с. Туркотин) та кущовий господарчий Михайло Кухар-«Руляй» (ур. с. Станимир). Як свідчать підпільні звіти ОУН під час бою «вони вбили 8 більшевиків з відділу ОББ». Після загибелі тіло загиблого НКВД-истами було закопано біля Глинян. У 1991 році після розкопок урочисто перепохований разом з іншими загиблими учасниками ОУН у Братській могилі в м. Глиняни на подвір'ї стародавньої церкви Успіння Пресв'ятої Богородиці.